# Hada clausa
Hada clausa là một loài bướm đêm trong họ Noctuidae.